# Transskription (sprog)
 For alternative betydninger, se Transskription. (Se også artikler, som begynder med Transskription)
Transskription i den sproglige forstand er systematisk repræsentation af sprog i skriftlig form. Kilden kan enten være ytringer (tale) eller allerede eksisterende tekst i et andet skriftsystem, selv om nogle sprogforskere mener kun førstnævnte er transskription.
Transskription bør ikke forveksles med oversættelse, der betyder at repræsentere betydningen af en kildetekst på et målsprog (f.eks oversætte betydningen af en engelsk tekst til spansk), eller med translitteration, som betyder at repræsentere en tekst fra et skriftsystem i et andet (f.eks. translittering af en kyrillisk tekst i det latinske skriftsystem).

## Transskription som teori
At udrede det talte sprog i skrevet tekst er ikke så nemt som det ofte antages. Det skrevne sprog er en idealisering, der udgøres af et begrænset antal specifikke symboler. Det talte sprog er omvendt et kontinuerligt fænomen, med et ubegrænset antal komponenter og kommunikationsmåder. Der er intet forudbestemt system for at adskille og klassificere disse komponenter, og som konsekvens af dette, er der ingen fastlagt måde at omdanne disse komponenter til det skrevne sprog. 
Faglitteraturen er relativt samstemmig i at understrege pointen, at der ikke findes nogle neutrale transskriptionsmetoder. Der er ikke - og kan ikke - være et neutralt system til transskription. Viden er sociokulturel og påvirker transskriptionen. Dette er derfor også indeholdt i transskriptionen. (Baker, 2005).[kilde mangler]
| Sprog | Spire Denne artikel om sprog er en spire som bør udbygges. Du er velkommen til at hjælpe Wikipedia ved at udvide den. |